# Parafia Dwunastu Apostołów w Narwie
Parafia Dwunastu Apostołów – parafia prawosławna w Narwie, w eparchii narewskiej Estońskiego Kościoła Prawosławnego.
Na terenie parafii funkcjonuje cerkiew parafialna pod wezwaniem Dwunastu Apostołów zbudowana w latach 2013–2015 i w tym samym roku wyświęcona przez metropolitę tallińskiego Korneliusza w asyście metropolity wołokołamskiego Hilariona oraz biskupa narewskiego Łazarza.